# Seybaplaya
Seybaplaya es un puerto de pesca, industrial y comercial y cabecera del municipio homónimo, en el estado de Campeche, México. La población se asienta en la porción norte de la pequeña bahía limitada al sur por Punta Sihoplaya y al norte por Punta Seybaplaya. Aún más hacia el norte, a unos 3 km, se puede encontrar Punta del Morro.
La Punta está ubicada a 32 km al sureste de la ciudad de San Francisco de Campeche. Geológicamente, es una prolongación de la línea de la costa, provocada por el afloramiento de un macizo rocoso que, en ese punto, interrumpe la playa arenosa.
Seybaplaya es llamada también, en la actualidad, a la playa de poco más de un km de longitud que lleva a la Punta. Es esta una de las playas de mayor atractivo turístico de la región.

## Historia
El conquistador Francisco Hernández de Córdoba llegó a la ubicación de lo que hoy es Seybaplaya en 1517. Durante la era de la colonización española, la costa de Campeche fue asaltada frecuentemente por piratas, y la ciudad de Seybaplaya fue saqueada en 1680 y 1748. Un pueblo llamado Seyba Cabecera fue fundado a 15 kilómetros (9.3 mi) tierra adentro de Seybaplaya en 1682 y contaba con 1217 habitantes en 1790. Fue abandonado después de ser azotado por epidemias de cólera en la década de 1850 y viruela en 1915. Sus ruinas son visibles desde la carretera al este de Seybaplaya entre Xkeulil y Hobomo.
Cuando Campeche organizó sus divisiones administrativas en 1861, Seybaplaya se convirtió en municipio del partido de Champotón. En 1915 se convirtió en sección municipal del municipio de Champotón, con su propia junta municipal elegida directamente . 28 de febrero de 2019, la legislatura estatal de Campeche aprobó la disolución de la sección municipal y la creación del municipio de Seybaplaya.  El decreto que estableció el municipio se publicó en el Diario Oficial el 26 de abril de 2019 y entró en vigor el 1 de enero de 2021.

## Puntas
En la península de Yucatán el término Punta se utiliza para designar las formaciones relacionadas con la configuración de la costa. Por su morfología es posible distinguir dos tipos de Puntas: los extremos del cordón litoral que señalan las entradas de mar hacia los esteros y, por otro lado, las salientes de tierra hacia el mar, sean arenosas o pétreas, y que marcan un cambio de dirección en el trazo de la línea del litoral.

## Colonias
La Ciudad de Seybaplaya se divide en 13 Colonias y 2 Fraccionamientos que son las siguientes:
- Centro
- Guadalupe
- Tizimín
- Cristo Rey
- Santa Cruz
- Santa Clara
- San Isidro
- Carmelita
- Fátima
- La Jimba
- San Rafael
- Frutales
- Hornos
- Fraccionamiento San Miguel
- Fraccionamiento Villas de Seybaplaya